# Río Jachcha Jahuira (periodiskt vattendrag i La Paz, lat -16,97, long -68,78)
Río Jachcha Jahuira är ett periodiskt vattendrag i Bolivia.   Det ligger i departementet La Paz, i den västra delen av landet, 400 km nordväst om huvudstaden Sucre.
Omgivningen kring Río Jachcha Jahuira består i huvudsak av gräsmarker. Området är  mycket glesbefolkat, med 4 invånare per kvadratkilometer.